# Muslimské dobytí Persie
Muslimské dobytí Persie, také známé jako arabská invaze do Íránu, byl proces dobytí Sásánovské říše (zvané též novoperská) sjednocenými arabskými kmeny, které vyvrcholilo v roce 651. Mnozí historici to považují za symbolický přelom epoch – konec pozdní antiky a začátek raného středověku. Pád staré Persie též znamenal mohutný ústup jednoho z významných starověkých náboženství – zoroastrismu a naopak učinil z jiného náboženství, islámu, imperiální a geopolitickou sílu.
Dobytí bylo podmíněno souběhem vzestupu islámu a hluboké krize v Sásánovské říši, krize politické, sociální, ekonomické i vojenské. Kdysi světová velmoc vyčerpala své lidské a materiální zdroje v desetiletích bojů proti Byzantské říši. Porážka v bitvě u Ninive roku 627 se stala bodem obratu i ve vnitropolitické situaci. Král Husrav II. byl v roce 628 svržen a popraven. Jeho syn Kavád II. sice rychle podepsal mír s Byzantinci, ale krizi politickou se zastavit nepodařilo. Na trůně se vystřídalo deset vládců během čtyř let. Nakonec mezi různými frakcemi propukla občanská válka.

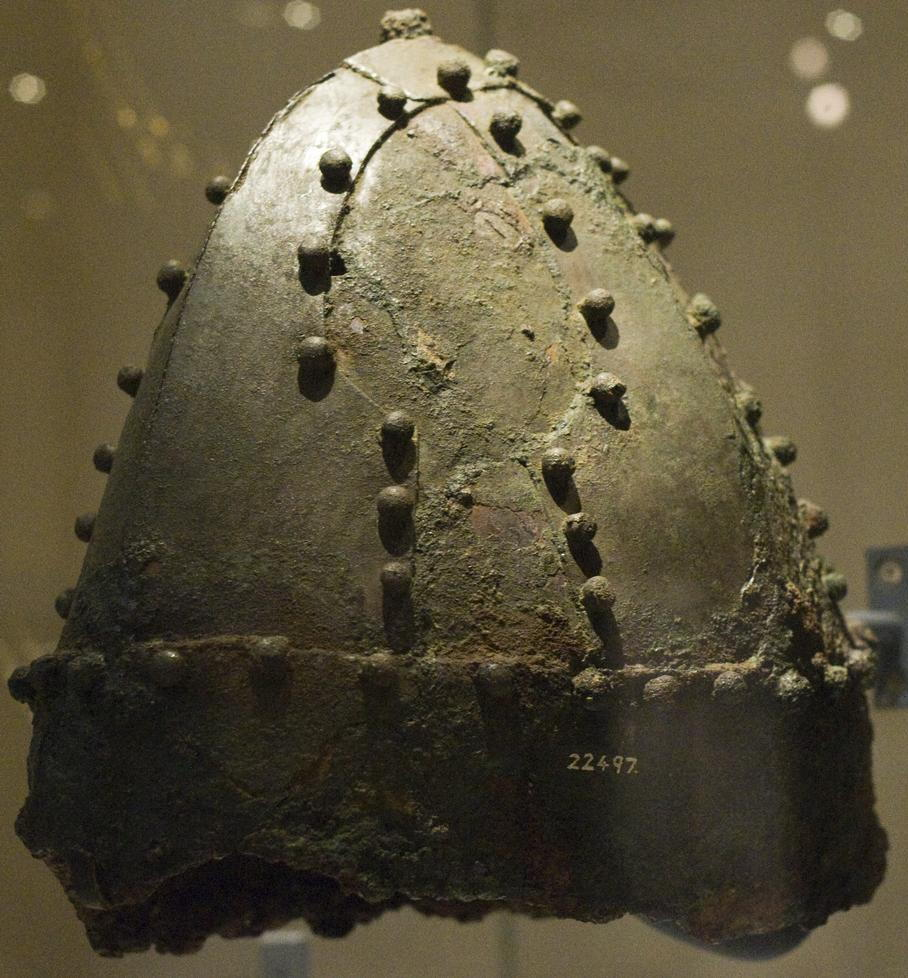
Sásánovská přilba

Toho využili Arabové a v roce 633 na území Sásánovců poprvé zaútočili. Invaze vedená generálem Chálid ibn al-Valídem ještě úspěšná nebyla. Druhá invaze začala v roce 636 pod vedením Sad ibn Abi Wakkase. Jeho klíčové vítězství v bitvě u Al-Kadisijje vzalo Sásánovcům natrvalo kontrolu nad západem Íránu. Hranici mezi nově založeným chalífátem, tzv. rašídovským, a starou říší vytvořilo pohoří Zagros, přírodní překážka. Ta však nechránila napořád. Druhý chalífa, Umar ibn al-Chattáb, zahájil třetí invazi v roce 642. Roku 651 byla říše Sásánovců zcela dobyta, s překvapující snadností, a začleněna do chalífátu.
Vláda islámu nebyla dlouho pevná. Mnoho měst se bouřilo a obyvatelstvo nejednou i zabilo arabského guvernéra nebo zaútočilo na arabské posádky ve městě. Nakonec však byl politický odpor zlomen. Prosazování islámu bylo postupné, vyhlazování zoroastrismu však nemilosrdné. Jediný ústupek Arabové udělali v oblasti kulturní, když netlačili tolik na prosazení arabštiny. Perština tak přežila a definuje íránskou kulturu dodnes.